# Walter Case
Walter Case (* 1776 in Pleasant Valley, New York; † 7. Oktober 1859 in Fishkill, New York) war ein US-amerikanischer Jurist und Politiker. Zwischen 1819 und 1821 vertrat er den Bundesstaat New York im US-Repräsentantenhaus.

## Werdegang
Walter Case wurde während des Unabhängigkeitskrieges in Pleasant Valley geboren. Er wurde durch Privatlehrer unterrichtet. Dann besuchte er die Newburgh Academy und graduierte 1799 am Union College in Schenectady. Er studierte Jura. Seine Zulassung als Anwalt erhielt er 1802 und begann dann in Newburgh zu praktizieren. Als Gegner einer zu starken Zentralregierung schloss er sich in jener Zeit der von Thomas Jefferson gegründeten Demokratisch-Republikanischen Partei an. Bei den Kongresswahlen des Jahres 1818 wurde Case im sechsten Wahlbezirk von New York in das US-Repräsentantenhaus  in Washington, D.C. gewählt, wo er am 4. März 1819 die Nachfolge von James W. Wilkin antrat. Er schied nach dem 3. März 1821 aus dem Kongress aus. Nach der Gründung der Whig Party schloss er sich dieser an. Nach seiner Kongresszeit war er wieder als Anwalt tätig. 1844 zog er nach New York City, wo er seine frühere Tätigkeit bis 1848 fortsetzte, als er in den Ruhestand ging. Er starb am 7. Oktober 1859 in Fishkill und wurde auf dem Fishkill Rural Cemetery beigesetzt.